# Gran Premio d'Aix-en-Provence
El Gran Premio d'Aix-en-Provence fue una antigua carrera ciclista disputada de 1949 a 1986 en Aix-en-Provence, en Bouches-du-Rhône, en el sur de Francia. Después de una primera edición en 1949 bajo el nombre de Gran Premio Germain Reynier, se disputó anualmente de 1959 a 1986.

## Palmarés
| Año  | Ganador                 | Segundo            | Tercero                |
| ---- | ----------------------- | ------------------ | ---------------------- |
| 1949 | Jesus Moujica           | Attilio Redolfi    | Robert Desbats         |
| 1959 | Jean Anastasi           | Gilbert Bauvin     | Raymond Elena          |
| 1960 | Claude Mattio           | Antoine Abate      | Jean-Claude Lefebvre   |
| 1961 | Jean Zolnowski          | Gilbert Salvador   | Anatole Novak          |
| 1962 | Jean Anastasi           | René Abadie        | Jean Bourles           |
| 1963 | Jean Dupont             | Alain Vera         | René Binggeli          |
| 1964 | Antonio Blanco Martínez | Frans Melckenbeeck | Jean-Baptiste Claes    |
| 1965 | Jacques Cadiou          | Willy Bocklant     | Pierre Le Mellec       |
| 1966 | André Zimmermann        | Paul Gutty         | Raymond Poulidor       |
| 1967 | Jean Jourden            | Jacques Cadiou     | Bernard Guyot          |
| 1968 | Jean-Marie Leblanc      | Francis Blanc      | Mario Drago            |
| 1969 | José Catieau            | Raymond Poulidor   | Cyrille Guimard        |
| 1970 | Walter Godefroot        | Leo Duyndam        | Christian Raymond      |
| 1971 | Alain Santy             | Gérard Vianen      | Jürgen Tschan          |
| 1972 | Bernard Delchambre      | Jürgen Tschan      | Jean-Claude Genty      |
| 1973 | Leif Mortensen          | Jacques Esclassan  | Bernard Labourdette    |
| 1974 | Guy Sibille             | Cyrille Guimard    | Gerben Karstens        |
| 1975 | Maurice Le Guilloux     | José Alvarez       | Mariano Martinez       |
| 1976 | Roy Schuiten            | Régis Delépine     | Alain Santy            |
| 1977 | Walter Riccomi          | Willem Peeters     | Jean-Luc Vandenbroucke |
| 1978 | Roger Rosiers           | Walter Godefroot   | Guido Van Calster      |
| 1979 | André Mollet            | Bernard Becaas     | Christian Seznec       |
| 1980 | Hans-Peter Jakst        | Kim Andersen       | Paul Sherwen           |
| 1981 | Jan Bogaert             | Francis Castaing   | Jean-Luc Vandenbroucke |
| 1982 | Francis Castaing        | Jan Raas           | John Herety            |
| 1983 | Éric Caritoux           | Yves Godimus       | Claude Moreau          |
| 1984 | Sean Kelly              | Laurent Fignon     | Jan Bogaert            |
| 1985 | Steve Bauer             | Joël Pelier        | Marcel Tinazzi         |
| 1986 | Joël Pelier             | Dirk De Wolf       | Philippe Louviot       |

## Palmarés por países
| País         | Victorias |
| ------------ | --------- |
| Francia      | 18        |
| Bélgica      | 4         |
| España       | 1         |
| Dinamarca    | 1         |
| Países Bajos | 1         |
| Italia       | 1         |
| Alemania     | 1         |
| Irlanda      | 1         |
| Canadá       | 1         |